# 卢纳河畔洛斯巴里奥斯
卢纳河畔洛斯巴里奥斯（西班牙語：Los Barrios de Luna）是西班牙卡斯蒂利亚-莱昂莱昂省的一个市镇。 总面积94平方公里，总人口350人（001年），人口密度4人/平方公里。